# Zasadbreg
Zasadbreg is een plaats in de gemeente Sveti Juraj na Bregu in de Kroatische provincie Međimurje. De plaats telt 893 inwoners (2001).